# Philip Michael Thomas
Philip Michael Thomas (Columbus, 26 de maio de 1949) é um ator norte-americano.
Teve seu grande destaque interpretando o detetive "Ricardo Tubbs" na série Miami Vice, um nova-iorquino resolvendo casos em Miami ao lado de "Sonny Crockett" (Don Johnson). Após a série ele fez anúncios televisivos e absteve-se das telas. O ator fez a voz do personagem Lance Vance nos jogos de vídeo Grand Theft Auto: Vice City de 2002 e Grand Theft Auto: Vice City Stories de 2006.

## Biografia

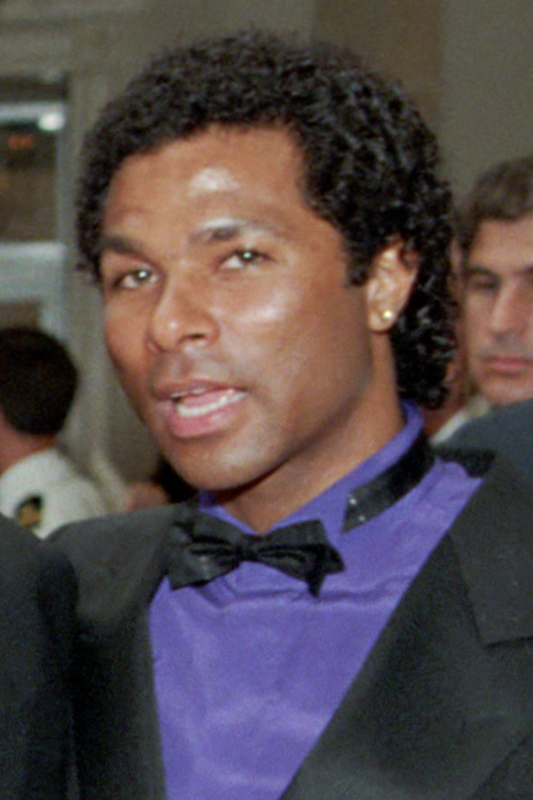
Thomas em 1985

Nasceu em 26 de maio de 1949 em Columbus no estado de Ohio, sendo filho de Louis Diggs, um chefe da fábrica da Westinghouse e Lulu McMorris. Ele cresceu com sete meio-irmãos e irmãs que usaram o sobrenome Thomas, o último nome do primeiro marido de sua mãe.
Em 1953, a família de Thomas mudou-se para a área de Los Angeles. Atuou no grupo de teatro de sua igreja quando criança e, aos 15 anos, ficou interessado no ministério enquanto participava do coro em Delman Heights Foursquare Church. Concluiu os estudos em 1967 no San Bernardino High School, na Califórnia. Após o ensino médio, obteve uma bolsa de estudos de um ano para frequentar a historicamente negra Oakwood College em Huntsville no estado de Alabama, onde estudou religião e filosofia.
Thomas transferiu-se para a Universidade da Califórnia, Riverside e mudou seu foco para atuar depois de ter sido influenciado pela peça Hair. Finalmente abandonou a universidade para prosseguir com a carreira de ator e apareceu em vários filmes de baixo orçamento ao longo da década de 1970.
Durante este tempo, Thomas cunhou o acrônimo EGOT (Prêmios Emmy, Grammy, Óscar e Tony) e proclamou suas aspirações de ganhar os quatro. Embora ele tenha ficado bem abaixo desse objetivo, ele foi nomeado para um Globo de Ouro por sua atuação como Detetive Tubbs.
De ascendência nativa-americana, alemã, irlandesa e afro-americana, Thomas se relacionou com numerosas mulheres no auge de sua carreira.[carece de fontes?]

## Vida pessoal
Thomas é vegetariano, não-fumante e não-bebedor. Em 1986, Thomas se casou com Kassandra Thomas. Têm cinco filhos juntos. Em 1998, Thomas e Kassandra se divorciaram.

## Filmografia

### No cinema
| Ano  | Título                                         | Personagem            | Notas          |
| ---- | ---------------------------------------------- | --------------------- | -------------- |
| 1972 | Come Back, Charleston Blue                     | —                     | —              |
| 1972 | Stigma                                         | Dr. Calvin Crosse     | —              |
| 1973 | Book of Numbers                                | Dave Green            | —              |
| 1974 | Bogard                                         | Fletch & Boom Boom    | —              |
| 1975 | Mr. Ricco                                      | Purvis Mapes          | —              |
| 1976 | Sparkle                                        | Stix                  | —              |
| 1976 | El hombre de los hongos                        | Gaspar                | —              |
| 1977 | Roosevelt and Truman                           | Truman                | Telefilme      |
| 1978 | The Beasts Are on the Streets                  | Eddie Morgan          | Telefilme      |
| 1978 | Lawman Without a Gun                           | Rufus Cartwright      | Telefilme      |
| 1978 | Death Drug                                     | Jesse                 | —              |
| 1979 | The Dark                                       | Corn Rows             | —              |
| 1979 | Valentine                                      | Bean                  | Telefilme      |
| 1982 | Ot Kain                                        | —                     | —              |
| 1986 | A Fight for Jenny                              | David Caldwell        | Telefilme      |
| 1987 | Motown Merry Christmas                         | Host                  | Telefilme      |
| 1988 | The Wizard of Speed and Time                   | Mickey Polanko        | —              |
| 1989 | False Witness                                  | Bobby Marsh           | Telefilme      |
| 1990 | A Little Piece of Sunshine                     | Tomson                | Telefilme      |
| 1991 | Perry Mason: The Case of the Ruthless Reporter | Chuck Gilmore         | Telefilme      |
| 1991 | Extralarge: Black and White                    | Dumas                 | Telefilme      |
| 1991 | Extralarge: Miami Killer                       | Willy Dumas           | Telefilme      |
| 1992 | Extralarge: Moving Target                      | Dumas                 | Telefilme      |
| 1992 | Detective Extralarge: Yo-Yo                    | Dumas                 | Telefilme      |
| 1992 | Extralarge: Cannonball                         | Dumas                 | Telefilme      |
| 1992 | Extralarge: Black Magic                        | Dumas                 | Telefilme      |
| 1993 | Miami Shakedown                                | Frank Ferguson        | —              |
| 1994 | River of Stone                                 | —                     | —              |
| 2003 | Fate                                           | Ciprian Raines        | —              |
| 2009 | Poet, Soldier                                  | West                  | Curta-metragem |
| 2015 | Thank You, Fifteen                             | Bloody Captain/Porter | Curta-metragem |

### Na televisão
| Ano  | Título                      | Personagem           | Notas                                    |
| ---- | --------------------------- | -------------------- | ---------------------------------------- |
| 1973 | Griff                       | Eddie Marshall       | Episódio: "The Framing of Billy the Kid" |
| 1973 | Toma                        | Sam "Bad Sam" Hooper | 4 episódios                              |
| 1974 | Good Times                  | Eddie Convoy         | Episódio: "Sex and the Evans Family"     |
| 1974 | Police Woman                | Sonny                | Episódio: "It's Only a Game"             |
| 1975 | Caribe                      | Prince John          | Episódio: "Murder in Paradise"           |
| 1976 | Movin' On                   | Banjo                | Episódio: "No More Sad Songs"            |
| 1976 | Medical Center              | Dr. Sam Karter       | Episódio: "If Wishes Were Horses"        |
| 1977 | Insight                     | Luther               | Episódio: "The Alleluia Kid"             |
| 1978 | Wonder Woman                | Furst                | Episódio: "The Man Who Wouldn't Tell"    |
| 1978 | Starsky and Hutch           | Kingston St. Jacques | Episódio: "Quadromania"                  |
| 1978 | Roots: The Next Generations | Eddie                | Episódio: "Episódio 1-3"                 |
| 1981 | Strike Force                | Wesley               | Episódio: "The Victims"                  |
| 1982 | Trapper John, M.D.          | Floyd Walsh          | Episódio: "Ladies in Waiting"            |
| 1984 | Miami Vice                  | Ricardo "Rico" Tubbs | 111 episódios                            |
| 1990 | Superboy                    | Brimstone            | Episódio: "Brimstone"                    |
| 1990 | Zorro                       | Jack Holten          | Episódio: "Pride of the Pueblo"          |
| 1990 | Swamp Thing                 | Barry Scott          | Episódio: "Dead and Married"             |
| 1994 | Fortune Hunter              | Gary Colt            | Episódio: "The Alpha Team"               |
| 1997 | Noi siamo angeli            | Joe/Father Zaccaria  | 6 episódios                              |
| 1997 | Nash Bridges                | Cedrick Hawks        | 2 episódios                              |

### Como dublagem
| Ano  | Título                              | Personagem           | Notas |
| ---- | ----------------------------------- | -------------------- | ----- |
| 1975 | Coonskin                            | Randy/Brother Rabbit | Voz   |
| 1982 | Hey Good Lookin'                    | Chaplin              | Voz   |
| 1997 | We Are Angels                       | Father Zaccaria      | Voz   |
| 2002 | Grand Theft Auto: Vice City         | Lance Vance          | Voz   |
| 2006 | Grand Theft Auto: Vice City Stories | Lance Vance          | Voz   |

## Discografia

### Álbuns
| Ano  | Álbum                           | Gravadora                            |
| ---- | ------------------------------- | ------------------------------------ |
| 1985 | Living The Book Of My Life      | Spaceship Records e Atlantic Records |
| 1988 | Somebody                        | Spaceship Records e Atlantic Records |
| 1994 | PMT Psychic Connection Volume 1 | PMT Music                            |

### Singles
| Ano  | Álbum                     | Gravadora                            |
| ---- | ------------------------- | ------------------------------------ |
| 1985 | Fish and Chips            | Spaceship Records e Atlantic Records |
| 1985 | Just The Way I Planned It | Spaceship Records e Atlantic Records |
| 1988 | Don't Make Promises       | Atlantic Records                     |
| 1998 | Brother 2 Brother         | Warner Bros. Records                 |
| 2008 | Recipe For Life           | Not On Label                         |